# Della Corgna

Stemma di Casa della Corgna

I della Corgna sono stati un'insigne famiglia di Perugia, titolare, dal 1563 al 1647, del marchesato, poi ducato, di Castiglione del Lago.
(Cesare Caporali, Gli Orti di Mecenate, 205)

## Le origini e l'ascesa della famiglia

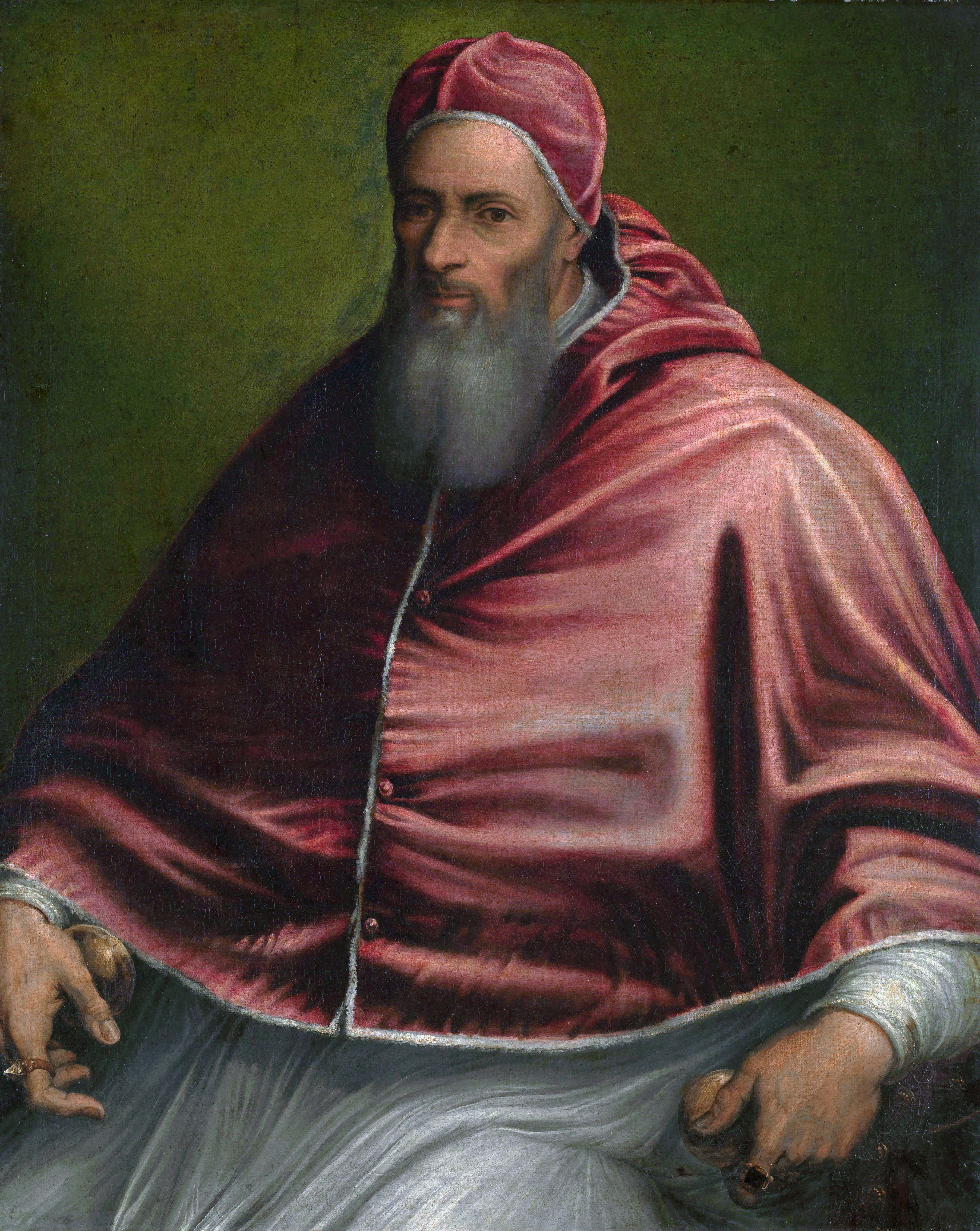
Papa Giulio III: zio di Ascanio della Corgna, del cardinale Fulvio e di Laura

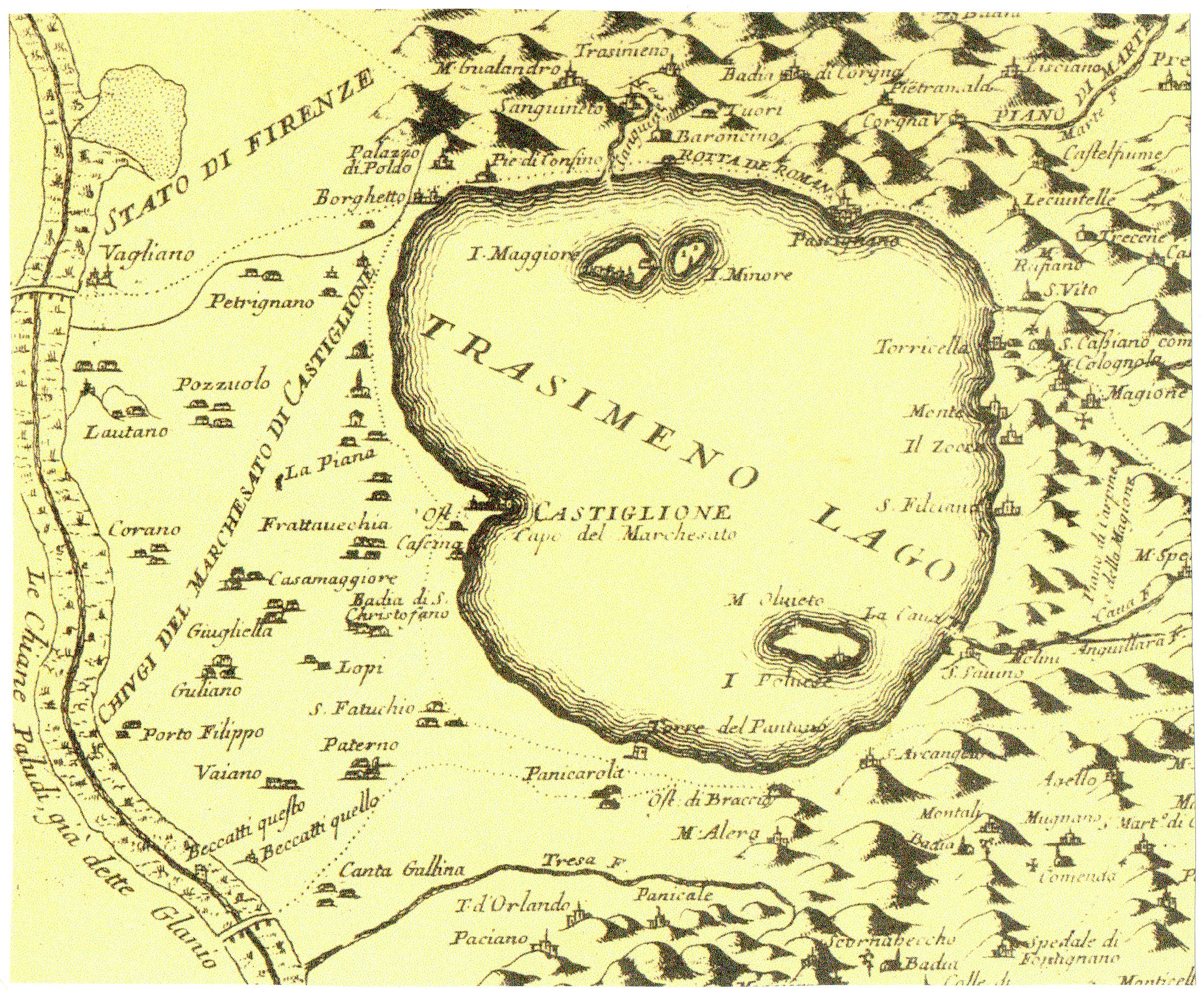
Il feudo

Il capostipite fu Berardo, vissuto nel Duecento, da cui nacque Guido. Un discendente di quest'ultimo fu Francesco (detto '"Francia"), di Berardo di Lamberto (capo di magistrato, 1480).

Stemmi di famiglie umbre, fra cui gli scudi gentilizi dei Baglioni, dei della Corgna e degli Oddi

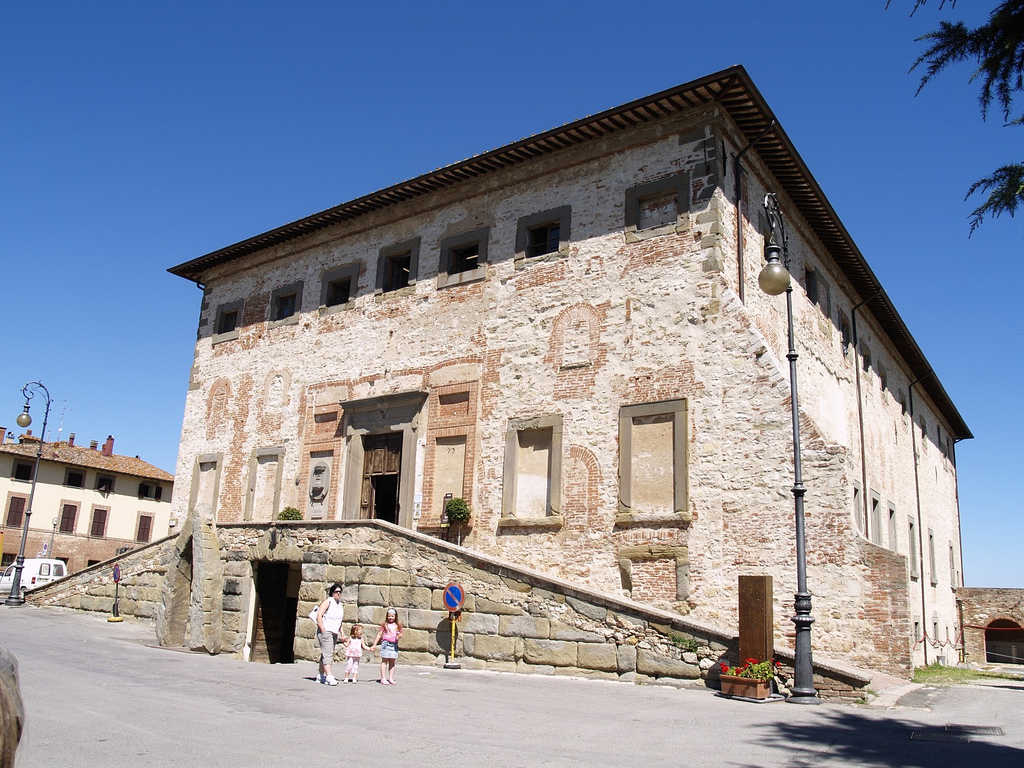
Palazzo della Corgna a Castiglione del Lago

Corniolo, figlio di Francesco di Berardo, scrisse, tra il 1410 e il 1416, Divina Villa, avente per contenuto temi e problemi di agricoltura, testo utilizzato fino al Settecento dal letterato Giovanni Battista Boccolini: un suo nipote fu il giurista Pier Filippo della Corgna.
La sede originaria della stirpe era ubicata nel castello di Bastia Corgna, ancora in parte esistente, sulle colline sovrastanti Passignano sul Trasimeno, un tempo in posizione strategica presso il confine tra Stato Pontificio e Granducato di Toscana. Su una parete dell'edificio è presente lo stemma familiare non ancora pienamente sviluppato. Gli arbusti di corniolo con i rametti verdi e i frutti vermigli crescevano abbondanti nella zona e da essi deriverebbe il nome della casata. Più tardi l'emblema (di cui si possono vedere esempi negli affreschi del palazzo della Corgna) fu illustrato, nel 1886, dal genealogista Giovan Battista di Crollalanza.
I della Corgna, imparentati con i Baglioni e con gli Oddi, in seguito con i Colonna e con gli Sforza di Santa Fiora, ebbero a Perugia un ruolo socio-economico privilegiato (fin dal 1333 erano iscritti nel Libro rosso, per la porta Santa Susanna), similmente agli Ansidei, ai Crispolti e altri, ma il loro prestigio aumentò col matrimonio di "Francia" della Corgna con Giacoma Ciocchi del Monte (1492 circa-1560), originaria di Monte San Savino e sorella minore del cardinale Giovanni Maria, poi papa Giulio III (1550-1555). Da questa unione nacquero tre figli: Ascanio (31 luglio 1514), che fu il primo marchese, Fulvio, (19 novembre 1517) e Laura, il cui primogenito Diomede della Penna continuerà la stirpe per altre sole due generazioni.
Il pontefice, nel 1550, aveva assegnato per nove anni a Giacoma il territorio di Castiglione e del Chiugi, come garanzia di un prestito da lei fatto alla Camera Apostolica: la signora delegò l'amministrazione ai figli Ascanio e Fulvio che sarebbero stati nominati marchesi alla scadenza della concessione. Il papa Pio IV, il 19 novembre 1563, conferirà ai due fratelli della Corgna il rango marchionale che, 54 anni dopo, diventerà ducale.
I discendenti di Giacoma e di Francia della Corgna svolgeranno una funzione importante nel territorio del Trasimeno e saranno, infatti, marchesi di Castiglione del Lago e del Chiugi (Castel della Pieve poi si separerà). I della Corgna sono sempre ricordati col titolo ducale: in realtà l'unico duca fu l'ultimo della famiglia Fulvio II Alessandro che ricevette l'investitura nel 1617 dal papa Paolo V, pur rimanendo invariata la superficie del feudo.
Il duca Fulvio ebbe solo una figlia dalla prima consorte (Fulvio junior, nato dalla seconda, morì a 5 mesi a Firenze), Francesca della Corgna, sposa del cortonese Onofrio Vagnucci, e da loro derivò la presente omonima famiglia, unica a poter vantare una consanguineità con la stirpe di Ascanio I.
I fratelli minori di Fulvio, Federico e Giuseppe, intrapresero la carriera ecclesiastica; Fabio, pittore dilettante, non lasciò prole; Giuseppe, vescovo di Squillace, poi di Orvieto, fu l'ultimo rappresentante maschile dei della Penna-Corgna, deceduto nel 1676.
Il ramo collaterale dei della Penna, detto di Mongiovino (dal nome del santuario della Madonna, presso Panicale, dove sono sepolti), continuò, invece, nella discendenza per altri decenni, ma loro erano i congiunti di Ercole, genitore del marchese Diomede, e non consanguinei dei della Corgna, ormai estinti.
Le residenze dei marchesi, oltre al palazzo di Castiglione del Lago, erano le seguenti: il palazzo della Corgna a Castel della Pieve, il castello di Bastia Corgna, il palazzo del duca a Perugia, il palazzo della Corgna a Corciano (ora sede del Municipio), la Villa del Colle del Cardinale (nei dintorni di Perugia), il casino di caccia a Gioiella, la palazzina di caccia a Pietrafitta. Gli abitanti del territorio perugino si riferivano al borgo corgnesco con il nome di Castiglione del ducato.
Dalla lettura degli affreschi nella sala dell'investitura del palazzo ducale a Castiglione è possibile affermare che il feudo pontificio corgnesco disponesse di un vessillo personale, caratterizzato "da fasce orizzontali bianche e rosso-ruggine". Dopo l'estinzione del ducato e della casata, i della Corgna caddero storicamente nell'oblio per secoli, l'archivio di famiglia fu disperso e perfino Ascanio I venne dimenticato: l'atteggiamento di Fulvio Alessandro nei confronti del Papa rappresentò il motivo fondamentale di tale situazione.

## Marchesi di Castiglione del Lago[16]
| N° | Titolo        | Nome                  | Dal              | Al                    | Consorte                                                       |
| 1  | Marchese      | Ascanio I             | 19 novembre 1563 | 3 dicembre 1571       | Giovanna Baglioni                                              |
| 2  | Marchese      | Fulvio I il Cardinale | 1563             | 1583                  | con il fratello Ascanio e il nipote Diomede                    |
| 3  | Marchese      | Diomede               | 1571             | 1596                  | Porzia Colonna di Zagarolo                                     |
| 4  | Marchese      | Ascanio II            | 1596             | 1606                  | Francesca Sforza di Santa Fiora                                |
| 5  | Marchese Duca | Fulvio II Alessandro  | 1606 1617        | 1617 12 dicembre 1647 | Eleonora de Alarcón y Mendoza, Teresa Dudley di Northumberland |

### Ascanio I
Ascanio I della Corgna (1514-1571) è il personaggio più noto della casata. Fu condottiero, spadaccino, architetto e primo marchese di Castiglione del Lago e del Chiugi per otto anni (19 novembre 1563-3 dicembre 1571). Il papa Pio IV gli concesse il feudo (unitamente al fratello Fulvio) e il rango marchionale: il territorio era stato già assegnato, come signoria, alla madre Giacoma Ciocchi del Monte dal fratello Giulio III. Sua moglie fu Giovanna Baglioni, della stirpe di Malatesta I.
Il marchese, tra i vari privilegi, aveva il potere di mero et mixto imperio, facoltà di battere moneta, disponeva di apposite guardie svizzere per difesa e controllo, e il 7 febbraio 1571 promulgò gli Statuti feudali, ripartiti in civili e penali.
Ascanio riprese, poi, un progetto del Vignola e incaricò Galeazzo Alessi di ampliare e ristrutturare la casa-torre baglionesca a Castiglione del Lago: i giardini che furono realizzati saranno celebrati negli Orti di Mecenate dal poeta di corte Cesare Caporali e nelle Lettere di Scipione Tolomei, consigliere dei marchesi Diomede, Ascanio II e Fulvio II.
Il Tolomei sostiene, infatti, che la residenza corgnesca, soprattutto sotto l'ultimo duca, ospitava spesso feste e ricevimenti assai ambiti dalla nobiltà di Perugia. Il segretario di corte così descrive i famosi orti: "D'intorno al ricco e sontuoso edifizio, vi sono tre giardini vaghi e con tutte le sorti di frutti rari e singolari, con spalliere di aranci e cedri, con tramezzi di lauri e di mortelle ben distinte che fanno di bellissima vista i viali sempre verdeggianti e per lo più fioriti".
Di ritorno dalla battaglia di Lepanto, infine, Ascanio fu assalito da forti febbri e morì nel 1571 a palazzo Salviati alla Lungara, dimora romana del fratello cardinale. Sarà sepolto, dopo un sontuoso funerale, nella cripta della cappella di Sant'Andrea, nella chiesa di San Francesco al Prato di Perugia. Gli succedette il nipote Diomede, figlio della sorella Laura, nominato suo erede nel testamento redatto nell'agosto 1571.
La cappella di Sant'Andrea, un tempo sita a destra dell'altare maggiore (il tempio soffrì gravissimi danni per una serie di frane), fu commissionata nel 1555 da Ascanio, come tomba di famiglia, a Giovanni di Domenico, su disegno del Vignola, che la realizzò nel 1562.
Fu affrescata e decorata da Gianbattista Ingoni (la madre Giacoma volle che dipingesse dieci figure di santi) e Ludovico Scalza, con altorilievi di Vincenzo Danti. La cripta (segnata da una lapide con la scritta DUCUM DE CORNEA SEPULCRUM), sotto l'altare, custodiva le casse con i resti di Ascanio, di sua moglie Giovanna Baglioni, di sua sorella Laura, del figlio di questa Diomede con la consorte Porzia Colonna, di Ascanio II e dei fratelli Fabio e Cesare. Vi furono interrati tutti i della Corgna, ad eccezione del cardinale Fulvio e di Fulvio II Alessandro: tumulate altrove anche la marchesa Francesca Sforza e le duchesse Eleonora de Mendoza e Teresa Dudley.

### Fulvio I il Cardinale
Il cardinale Fulvio Giulio della Corgna (1517-1583), fratello di Ascanio, fu comarchese dal 1563 alla morte, insieme a lui, poi al nipote Diomede.
Fu vescovo di Perugia e risiedette soprattutto a Roma nel palazzo Salviati alla Lungara. Dimorò anche nella Villa del Colle del Cardinale (negli affreschi del 1581 del manierista Salvio Savini sono rappresentati pure i ritratti dei della Corgna), presso Perugia, da lui fatta edificare su progetto di Galeazzo Alessi (1575), nel vicino castello di Pieve del Vescovo (Corciano) e nella palazzina di caccia dell'abbazia dei Sette Frati a Pietrafitta. La costruzione della Villa del Colle del Cardinale, in particolare, evidenziava la rilevanza sociale conquistata dai della Corgna che desideravano "fondare una dinastia che traesse prestigio e timbro augusto dalla consanguineità" con il Papa.
Quando gli impegni ecclesiastici lo permettevano il porporato s'interessò ad alcuni aspetti dell'amministrazione del marchesato e contribuì a integrare gli Statuti emanati da Ascanio. Cultore delle arti, concorse a rendere più pregevoli le residenze corgnesche, soprattutto quelle di Castiglione, dove disponeva di un appartamento personale, e di Castel della Pieve.
Morì, di idropisia, a Roma (1583) e fu sepolto nella chiesa di San Pietro in Montorio, vicino agli avi materni. Fulvio fu l'ultimo discendente diretto maschile di Berardo della Corgna.

### Diomede

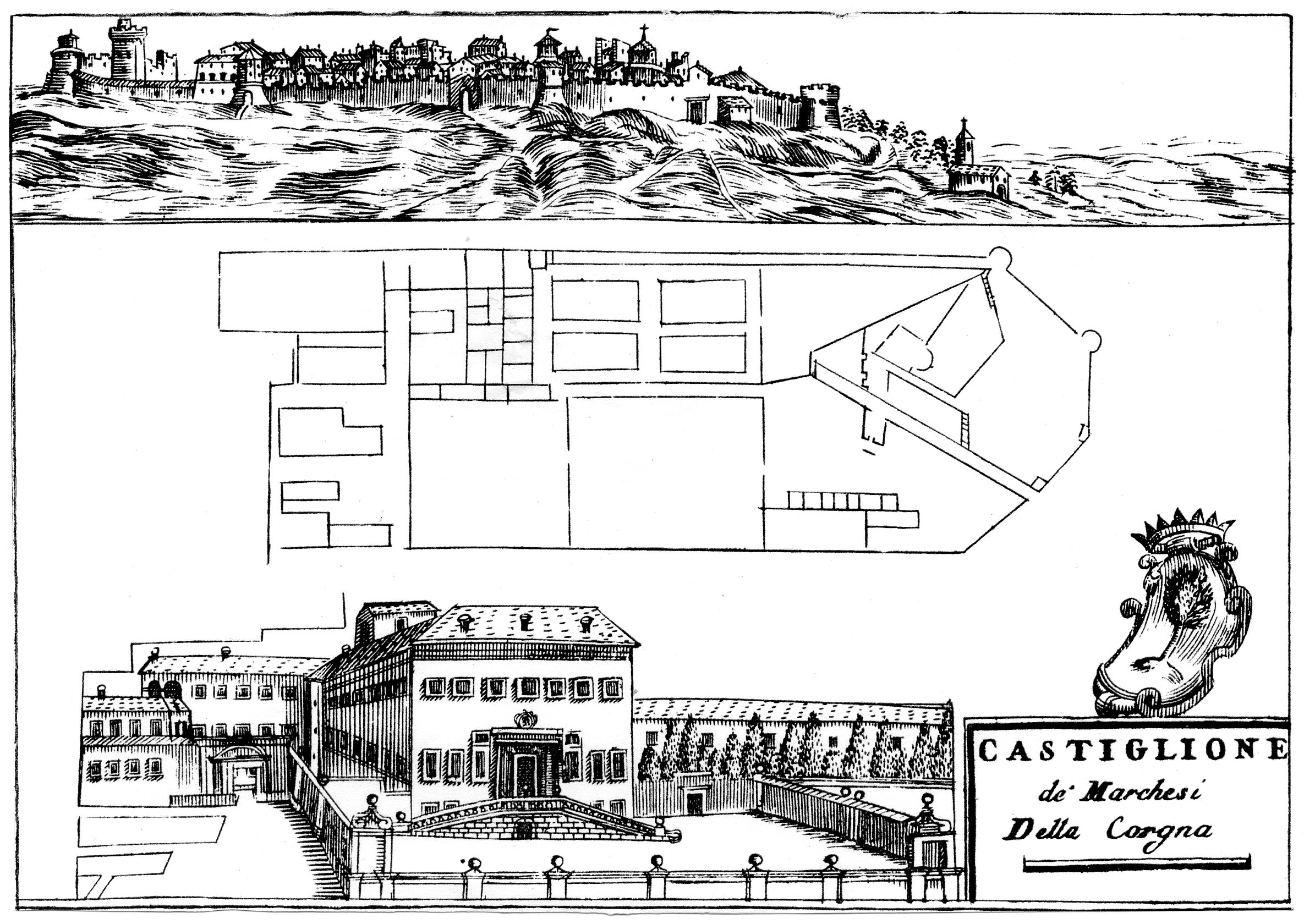
Profilo del borgo, pianta e prospetto del palazzo e giardino di Castiglione del Lago

Morto Ascanio senza figli, il titolo e il casato proseguirono con Diomede, figlio della sorella di Ascanio e Fulvio, Laura, e di Ercole Arcipreti della Penna.
Ercole, figlio di Fabio della Penna, apparteneva ad un antico casato tedesco, discendente da Arciprete della Penna, vissuto nella prima metà del XIII secolo e illustre fin dall'epoca dell'imperatore Ottone I: Presbiterio si trasferì a Gubbio e fu padre di Berno e avo di Orso che, in seguito alla lotta delle fazioni, preferì stabilirsi a Perugia. Lo stemma dei della Penna era caratterizzato da una penna argentea di struzzo in campo rosso.

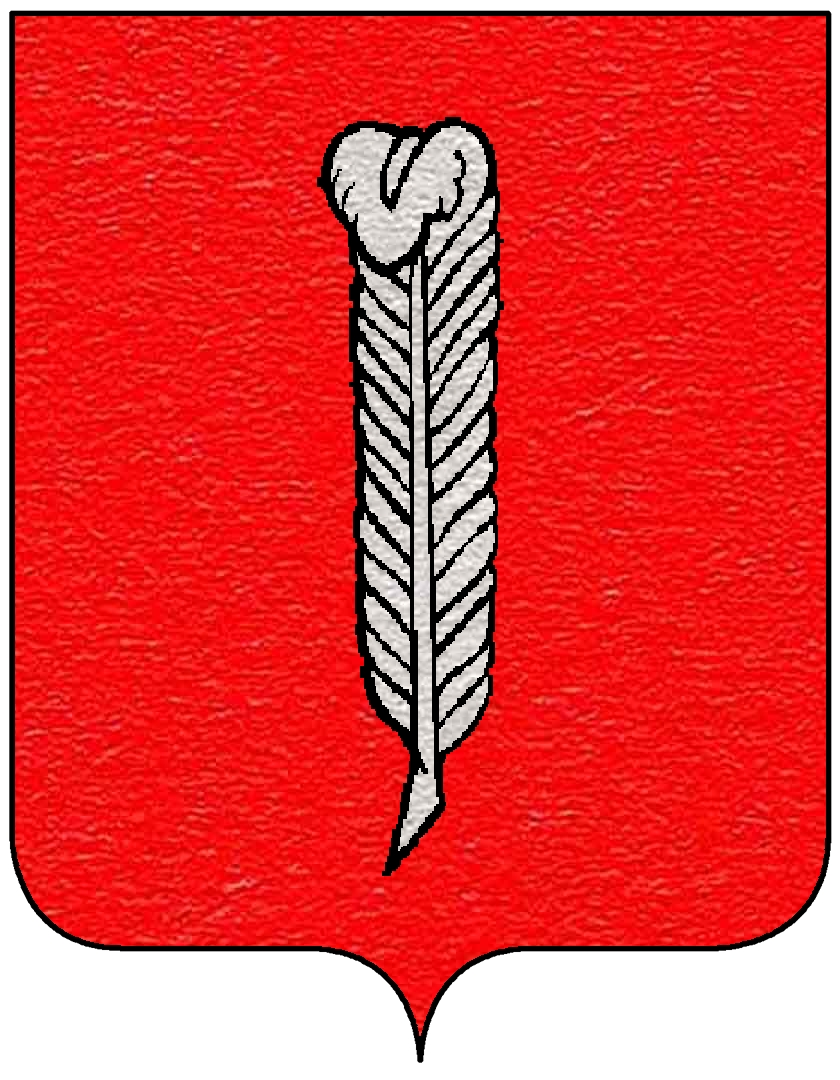
L'emblema dei della Penna

Gli Arcipreti della Penna, fin dal 1333, erano iscritti al Libro Rosso della nobiltà perugina. Il pronipote di Arciprete, Agamennone (+1441), ricevette nel 1433 dall'imperatore Sigismondo di Lussemburgo il cavalierato e fu feudatario del castello della Penna (Amelia).
Diomede (1547-1596) assunse il cognome e il blasone dei della Corgna e fu marchese di Castiglione del Lago dal 1571 alla morte, per 25 anni. Nel 1592 Clemente VIII gli conferì il grado di generale delle armate pontificie in Avignone.
Amante delle arti, fece decorare le sale del palazzo di Castiglione al Pomarancio, a Salvio Savini e altri per celebrare la vita e le gesta dello zio Ascanio. Il marchese stipulò nel 1574 il contratto con il Pomarancio per l'esecuzione degli affreschi, dei quali diventerà famoso quello raffigurante il duello tra Ascanio della Corgna e il nobile fiorentino Giovanni Taddei. Commissionò, inoltre, a Galeazzo Alessi la costruzione in Perugia del palazzo del duca, per i suoi soggiorni in città. Completò gli Statuti decretati nel 1571.
Il marchese, coniugato con Porzia Colonna-Zagarolo, morì nel 1596 e fu sepolto nella tomba di famiglia in San Francesco al Prato a Perugia.

### Ascanio II
Nacque nel 1571 e fu marchese di Castiglione del Lago per 10 anni (1596-1606). Sposò Francesca Sforza di Santa Fiora che fu madre degli ultimi della Corgna.
Si distinse in alcune imprese militari al servizio di Clemente VIII. Molto colto - aveva studiato filosofia e matematica - fece del palazzo di Castiglione un ritrovo assai ambito per artisti, nobili e intellettuali. Fu apprezzato poeta e abile con la spada, tanto da partecipare giovanissimo ad azioni militari. Combatté nei Paesi Bassi con l'esercito pontificio e sostituì il padre in Avignone come generale. Fu al comando di seimila soldati in Ungheria e sconfisse la milizia ottomana.
Diventato marchese risiedette tra Castiglione e Roma, dove fu ascoltato consigliere presso Clemente VIII e perspicace moderatore: riuscì infatti ad evitare le ostilità con il Granducato di Toscana.
Il marchese faceva parte dell'Accademia degli Insensati, unitamente allo zio Fabio, al nipote Annibale della Penna, a Cesare Caporali e al segretario Scipione Tolomei. Questi nel 1596 gli inviò una lettera ricordando le prerogative del marchesato e i limiti della sua sovranità..
Ascanio II morì a soli 35 anni per una peritonite, il 12 agosto 1606, e fu tumulato in San Francesco al Prato.

### Fulvio II Alessandro
Fu l'unico dei marchesi a nascere a Castiglione del Lago (18 aprile 1589) e ricevette il battesimo nella pieve di Santa Maria Maddalena. Governò il feudo per 46 anni (1606-1617), di cui 29 (1617-1647) come duca, dopo l'investitura da parte di papa Paolo V.
Ebbe due mogli: Eleonora de Alarcón y Mendoza (morta a Firenze nel 1644 e madre di Francesca, ultima dei della Corgna) e Teresa Dudley (1623-1698), di origine inglese (discendente da Robert primo conte di Leicester, favorito di Elisabetta I), poi contessa di Scavolino, come sposa di Mario I di Carpegna.
L'amministrazione del feudo da parte del duca conobbe momenti difficili, interni ed esterni, e il suo gradimento presso i sudditi diminuì.
Urbano VIII lo scomunicò per la resa da lui decisa nella guerra di Castro.
Permise al fratello minore Fabio di completare gli affreschi del palazzo castiglionese. Quando la duchessa Eleonora guarì da una gangrena al braccio, Fulvio, come ex voto, fece erigere nel 1636 la chiesa di San Domenico in Castiglione e, in località Casamaggiore, il santuario di Santa Maria delle Grazie che corredò con alcune tele, tra cui l'interessante Deposizione.
Nel 1642 scoppiò la guerra di Castro tra lo Stato della Chiesa e i Farnese del ducato di Parma e il marchesato fu coinvolto per il passaggio delle truppe. Il 16 giugno 1643 l'esercito del duca di Parma Odoardo I occupò Castel della Pieve e Castiglione: la fortezza del Leone era difesa dal duca Fulvio. Dopo la sconfitta ritornò un brevissimo periodo di pace.
Il 12 dicembre 1647 Fulvio Alessandro morì per una polmonite: verrà sepolto nella cappella del Salvatore, presso la chiesa castiglionese di San Domenico, dove ancora riposa vicino alla tomba del poeta Cesare Caporali. Gli sopravvisse la figlia Francesca, residente a Cortona.
Il marchesato (205 km²) venne subito riassorbito dallo Stato Pontificio per ordine di Alessandro VII, non essendo prevista la successione femminile e dei maschi ecclesiastici, ai sensi del motu proprio di Pio IV del 19 novembre 1563.

## I Vagnucci-della Corgna
I della Corgna-Penna si estinsero nei Vagnucci di Cortona: all'ultimo maschio, monsignor Giuseppe (+1676), in quanto ecclesiastico, era stata infatti interdetta la successione al ducato.
Il genero di Fulvio ed Eleonora, il cavaliere Onofrio Vagnucci, sposo dell'unica loro figlia sopravvissuta Francesca, apparteneva alla stessa famiglia che diede a Perugia due vescovi, tra cui Jacopo (1416-87), morto nel castello di Pieve del Vescovo. I Vagnucci dimoravano nell'attuale villa Doria-Lamba (località Campaccio) e nell'omonima cinquecentesca residenza (Valdichiana), presso Cortona. Nel 1758 ottennero l'iscrizione al patriziato della cittadina toscana.
Il loro stemma era così illustrato:
Dopo le nozze con la marchesina inquartarono il blasone con il ramoscello del corniolo. Nella chiesetta della Villa Doria-Lamba, già di proprietà dei due coniugi, esiste ancora un'insegna in pietra serena, Vagnucci-della Corgna, scolpita durante l'amministrazione di Fulvio Alessandro.

I Vagnucci sono gli ultimi discendenti dei della Corgna, unitamente, in linea femminile, ai Sernini-Cucciatti-Boni, anch'essi di Cortona.
Lo scudo di questi ultimi era descritto nel modo seguente: